# Circulation routière
 (mai 2018).
Si vous disposez d'ouvrages ou d'articles de référence ou si vous connaissez des sites web de qualité traitant du thème abordé ici, merci de compléter l'article en donnant les références utiles à sa vérifiabilité et en les liant à la section « Notes et références ».

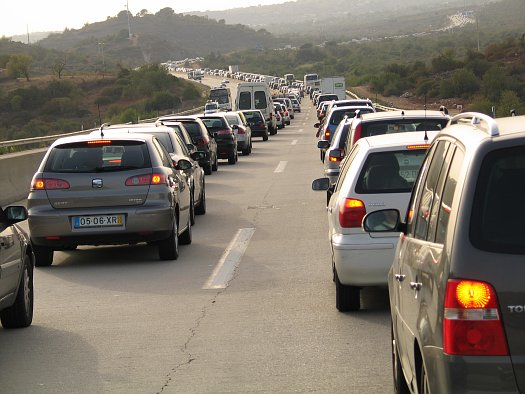
Bouchon routier

La circulation routière est le déplacement réglementé des automobiles, d'autres véhicules ou des piétons; au sens large, sur une route, une autoroute ou tout autre type de voirie.

## Histoire

### Développement international

Convention de Genève de 1949

Convention de Vienne de 1968

La circulation routière s'est développée au vingtième siècle, localement et internationalement.
Pour faciliter le développement international de la circulation routière, des conventions ont été établies.
En 1949 a été établie la Convention de Genève de 1949 dont sont notamment membres les États-Unis et la Chine.
Plus récemment, en 1968 a été établie la Convention de Vienne de 1968 dont sont notamment membres l'ensemble des pays européens.
Certains pays comme la France et la Russie ont adhéré à la nouvelle convention en restant partie prenante de la convention de Genève.

## Mesure
Le débit lié à la circulation routière est mesuré en comptant le nombre de véhicules pendant une période de temps. Les unités les plus employées sont le nombre de véhicules par jour et la « 30e heure »[réf. nécessaire]. Celle-ci représente le niveau de sollicitation cible pour la définition de la capacité de l'infrastructure d'accueil.[pas clair] La 30e heure est la trentième heure la plus chargée de l'année ; dimensionner une chaussée selon ce critère correspond à accepter qu'elle sera saturée 29 heures par an.

## Voirie
Le concepteur de voirie détermine le  nombre de voies de son ouvrage en fonction du volume de circulation prévisible. Pour prendre en compte les différents types de véhicules, il utilise souvent l'unité de véhicule particulier (UVP) définie comme suit :
- un véhicule léger ou une camionnette = 1 UVP ;
- un poids-lourds de 3,5 tonnes et plus = 2 UVP ;
- un cycle = 0,3 UVP (exceptionnellement[Quand ?] entre 0,2 et 0,5).

L'ingénierie de trafic est une science qui distingue le débit d'une voie (qui varie d'un moment d'observation à l'autre) et la capacité, qui représente le débit maximal (et qui est donc un invariant pour un état de la voirie).
Le débit d'une voie dépend du degré d'attention des conducteurs. Ainsi, sur les voies rapides urbaines comme le boulevard périphérique de Paris, l'interdistance est plus faible que sur une route de rase campagne.[Interprétation personnelle ?]
On peut, pour ce qui concerne la capacité, retenir les ordres de grandeur suivant :
- 5 000 à 7 000 UVP/jour pour une route à deux voies, en rase campagne ;
- 10 000 à 13 000 UVP/jour pour une route à quatre voies sans terre-plein central ;
- 13 000 à 18 000 UVP/jour pour une deux fois deux voies et carrefours à niveau ;
- 30 000 UVP/jour pour une autoroute à deux fois deux voies et carrefours dénivelés (mais 60 000 UVP/jour en zone péri-urbaine).

Le trafic détermine aussi la constitution de la chaussée. La nature et l'épaisseur de la couche de roulement dépendent du volume de circulation tandis que le corps de chaussée est dicté par le nombre de poids lourds[Combien ?].

## Bruit
L'aménagement urbain doit prendre en compte le niveau de bruit généré par les infrastructures routières, ferroviaires ou aériennes. En France, on répartit les infrastructures en cinq classes de bruit qui déterminent les niveaux d'isolation acoustique que les bâtiments voisins doivent respecter.

## Transports
L'élaboration d'un plan de déplacements urbains nécessite également une bonne connaissance de la circulation routière, mais cette donnée ne suffit pas. Il faut la compléter par des enquêtes origine-destination.

## Impact sanitaire
En 2004, l'OMS a publié un rapport qui évalue à 1,2 million de morts et de vingt à cinquante millions de blessés chaque année liés à la circulation routière.

## Apprentissage
La circulation routière est considérée comme un sujet entrant dans le cadre de l'examen du permis de conduire européen par la Directive 2006/126/CE